# Tôm càng xanh
Tôm càng xanh (tên khoa học Macrobrachium rosenbergii), còn được gọi là tôm sông khổng lồ hay tôm nước ngọt khổng lồ là một loài tôm thuộc họ Tôm gai quan trọng về mặt thương mại. Nó được tìm thấy ở khắp các khu vực nhiệt đới và cận nhiệt đới của khu vực Ấn Độ Dương - Thái Bình Dương, từ Ấn Độ đến Đông Nam Á và Bắc Úc. Tôm càng xanh cũng đã được giới thiệu đến các vùng của Châu Phi, Thái Lan, Trung Quốc, Nhật Bản, New Zealand, Châu Mỹ và Caribe. Nó là một trong những loài tôm nước ngọt lớn nhất trên thế giới và được nuôi trồng thủy sản rộng rãi ở một số quốc gia để làm thực phẩm. Trong khi M. rosenbergii được coi là loài nước ngọt, giai đoạn ấu trùng của nó phụ thuộc vào vùng nước lợ. Một khi cá thể tôm đã phát triển vượt qua giai đoạn sinh vật phù du và trở thành con non, nó sẽ sống hoàn toàn trong nước ngọt.
Nó còn được gọi là tôm Malaysia, scampi nước ngọt (Ấn Độ), hoặc cherabin (Úc). Ở địa phương, nó được gọi là Golda Chingri ở Bangladesh, udang galah ở Indonesia và Malaysia, uwang hoặc ulang ở Philippines, và koong mae nam hoặc koong ghram gram ở Thái Lan.

## Mô tả

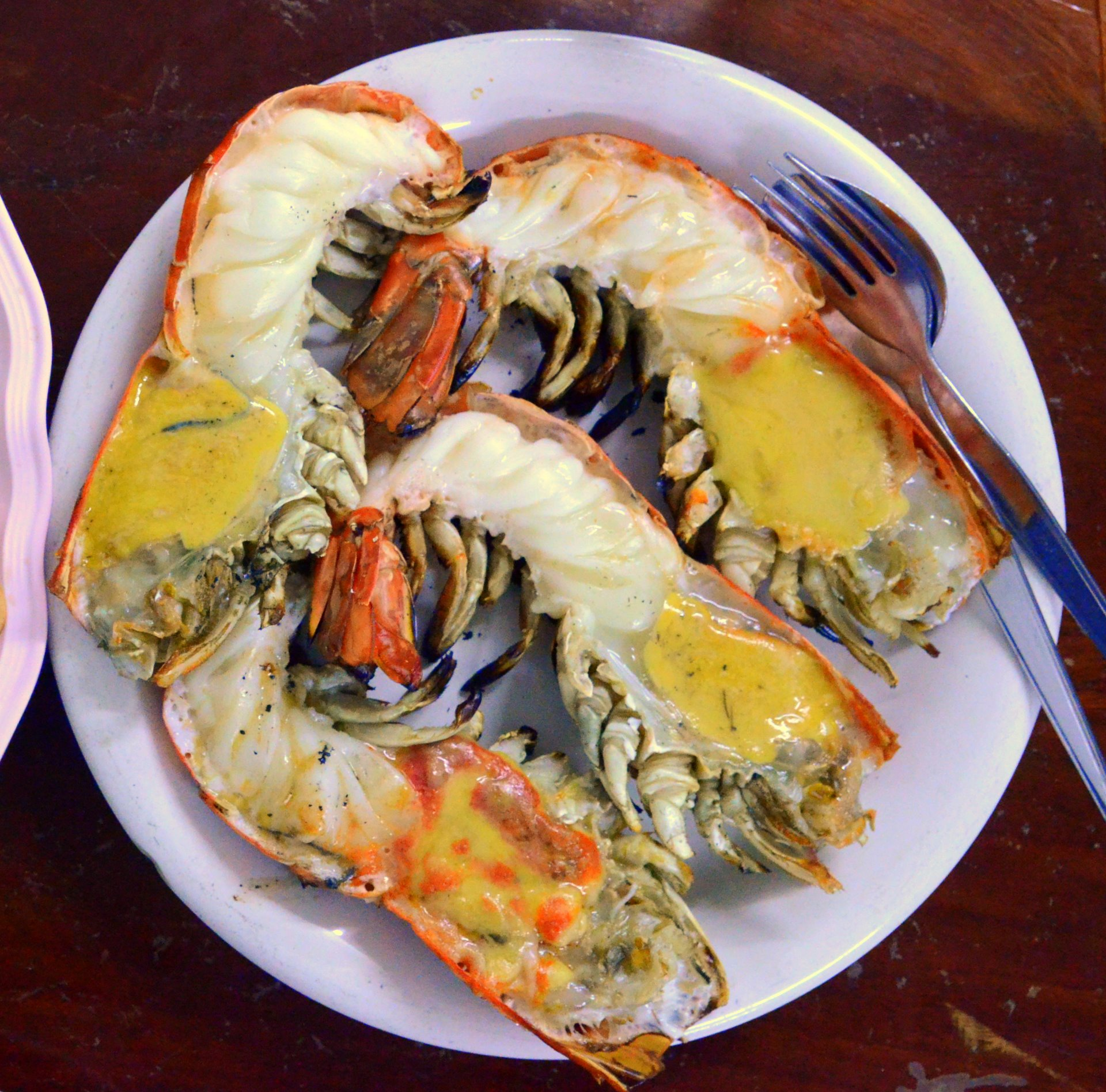
Tôm càng xanh nướng trong ẩm thực Thái Lan; nguyên mỗi con tôm nặng khoảng 500g.

M. rosenbergii có thể phát triển đến chiều dài hơn 30 cm. Chúng chủ yếu có màu nâu nhưng có thể khác nhau. Các cá thể nhỏ hơn có thể có màu xanh lục và hiển thị các sọc dọc mờ nhạt. Râu rất nổi bật và chứa 11 đến 14 răng lưng và 8 đến 11 răng bụng. Cặp chân đầu tiên dài và rất mỏng, kết thúc bằng những móng vuốt mỏng manh được sử dụng làm phần phụ ăn. Cặp chân đi bộ thứ hai lớn hơn nhiều và mạnh mẽ, đặc biệt là ở con đực. Các móng vuốt có thể di chuyển được của cặp chân đi bộ thứ hai được bao phủ bởi lớp lông dày đặc khiến nó có vẻ ngoài mượt mà như nhung. Màu sắc của móng vuốt ở con đực thay đổi tùy theo sự thống trị xã hội của chúng.
Con cái có thể được phân biệt với con đực bởi phần bụng rộng hơn của chúng và cặp chân thứ hai nhỏ hơn. Các lỗ sinh dục được tìm thấy trên các đoạn cơ thể chứa cặp chân thứ năm và cặp chân thứ ba tương ứng ở con đực và con cái.

### Hình thái
Con đực có ba kiểu hình thái khác nhau. Giai đoạn đầu tiên được gọi là "đực nhỏ" (small male; SM); giai đoạn nhỏ nhất này có móng vuốt ngắn, hầu như mờ. Nếu điều kiện cho phép, những con đực nhỏ sẽ phát triển và biến hình thành "vuốt cam" (orange claws; OC), có móng vuốt màu cam lớn trên cặp chân thứ hai, có thể có chiều dài gấp 0,8 đến 1,4 lần kích thước cơ thể của chúng. Những con đực OC sau này có thể chuyển sang giai đoạn thứ ba và cuối cùng, "vuốt xanh" (blue claws; BC). Chúng có những móng vuốt màu xanh lam và cặp chân thứ hai của chúng có thể dài gấp đôi cơ thể.
Các con đực của M. rosenbergii có một hệ thống phân cấp nghiêm ngặt: các con đực BC thống trị các con OC, và tiếp tục, các con OC thống trị các con SM. Sự hiện diện của BC đực ức chế sự phát triển của SM và làm chậm quá trình biến hình của OC thành BC; một con OC sẽ tiếp tục phát triển cho đến khi nó lớn hơn con đực BC lớn nhất trong vùng lân cận trước khi biến đổi. Cả ba giai đoạn con đực đều hoạt động tình dục và những con cái đã trải qua giai đoạn giao phối trước khi sinh sản sẽ hợp tác với bất kỳ con đực nào để sinh sản. BC đực bảo vệ con cái cho đến khi vỏ của chúng cứng lại; OC và SM không có hành vi như vậy.

## Vòng đời
Khi giao phối, con đực đặt các ống sinh tinh ở mặt dưới của lồng ngực con cái, giữa các chân đi bộ. Sau đó, con cái sẽ đùn trứng, đi qua các ống sinh tinh. Con cái mang theo những quả trứng đã được thụ tinh cho đến khi chúng nở; thời gian có thể thay đổi tùy điều kiện, nhưng nói chung là dưới ba tuần. Con cái đẻ 10.000–50.000 trứng đến năm lần mỗi năm.
Từ những quả trứng này nở ra giai đoạn ấu trùng đầu tiên của động vật giáp xác. Chúng trải qua một số giai đoạn ấu trùng trước khi biến đổi thành hậu ấu trùng, ở giai đoạn này chúng dài 7,1–9,9 mm và nhìn giống con trưởng thành. Sự biến đổi này thường diễn ra khoảng 32 đến 35 ngày sau khi nở. Những con hậu ấu trùng này sau đó sẽ di chuyển trở lại vùng nước ngọt.

## Hình ảnh

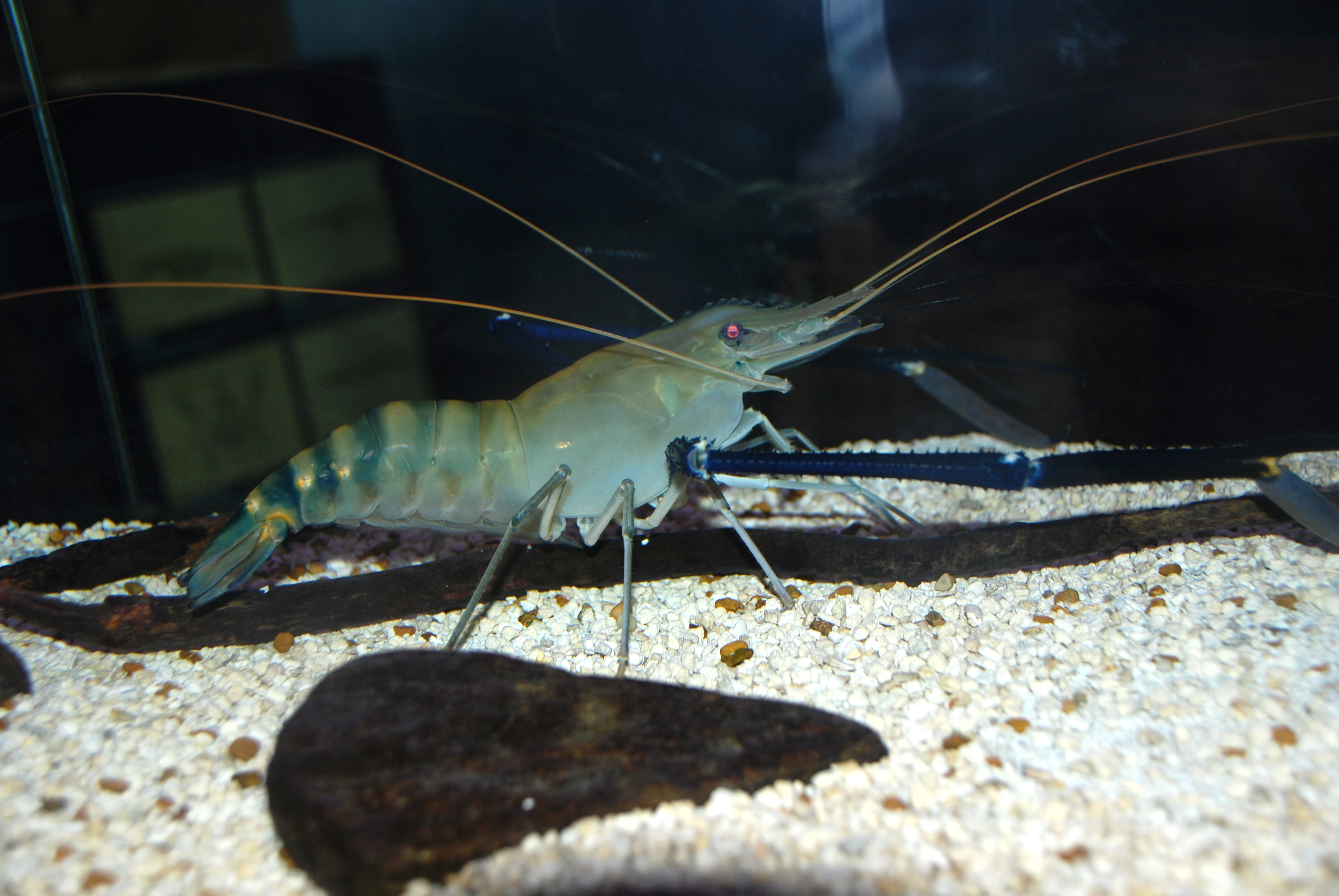
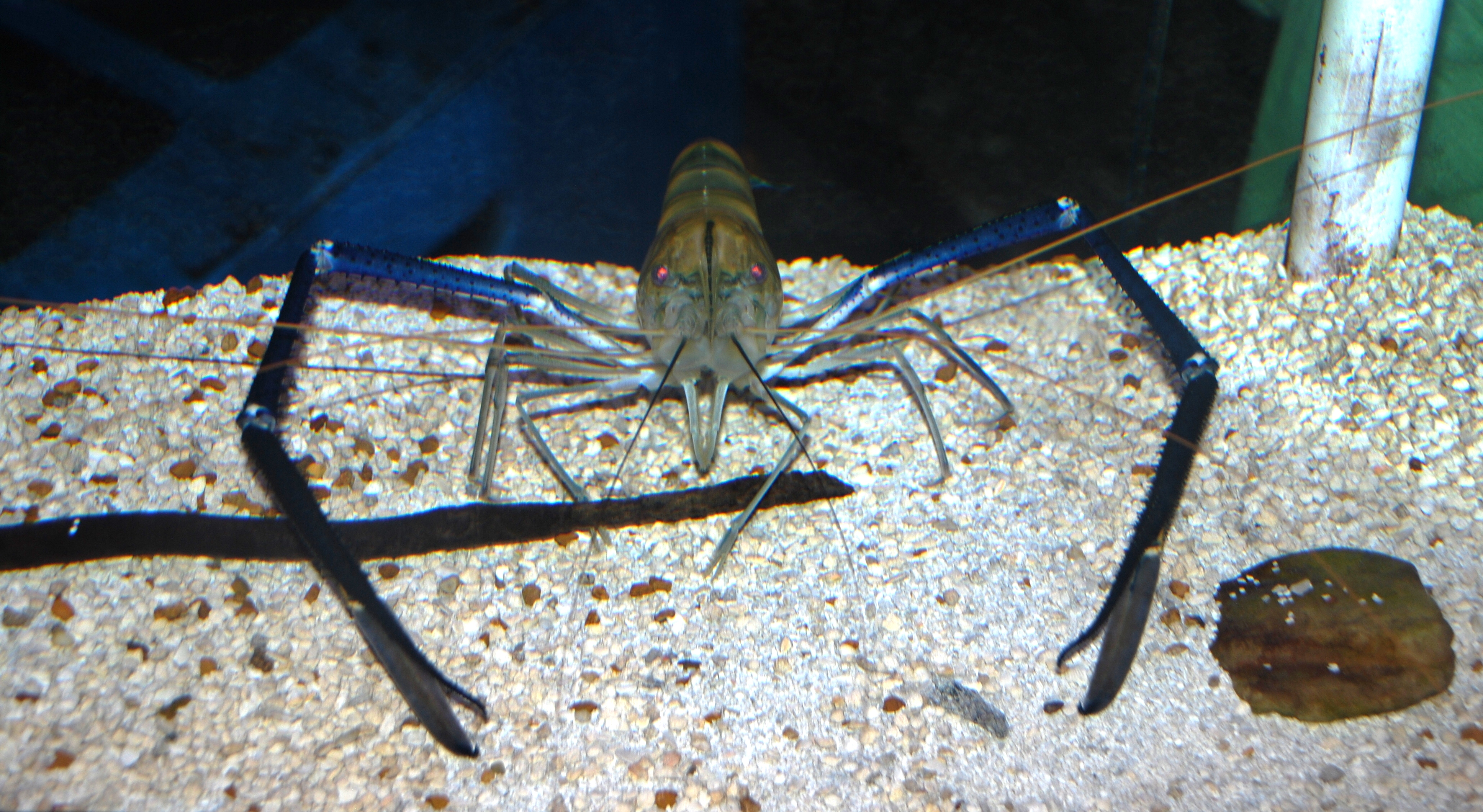
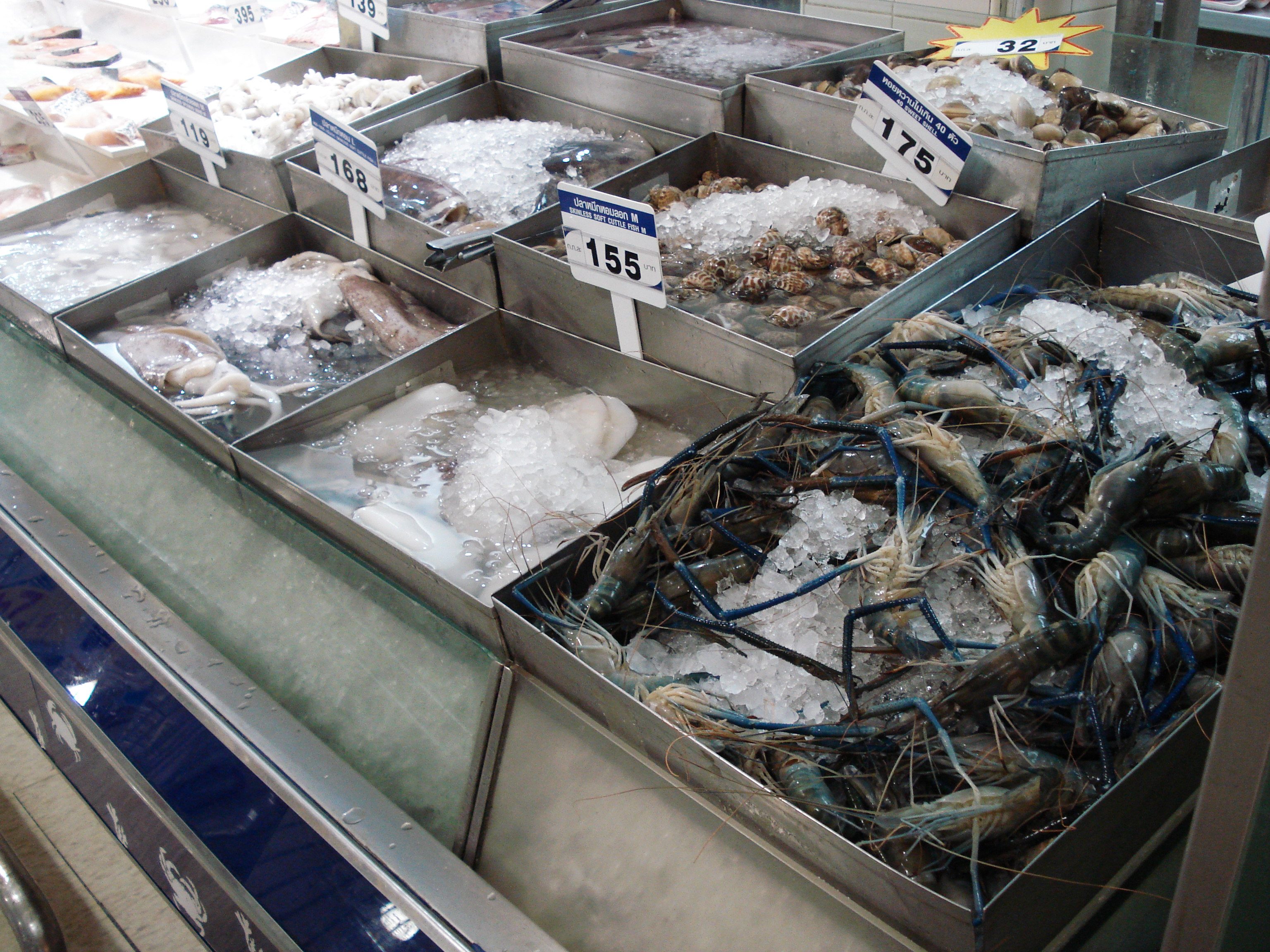
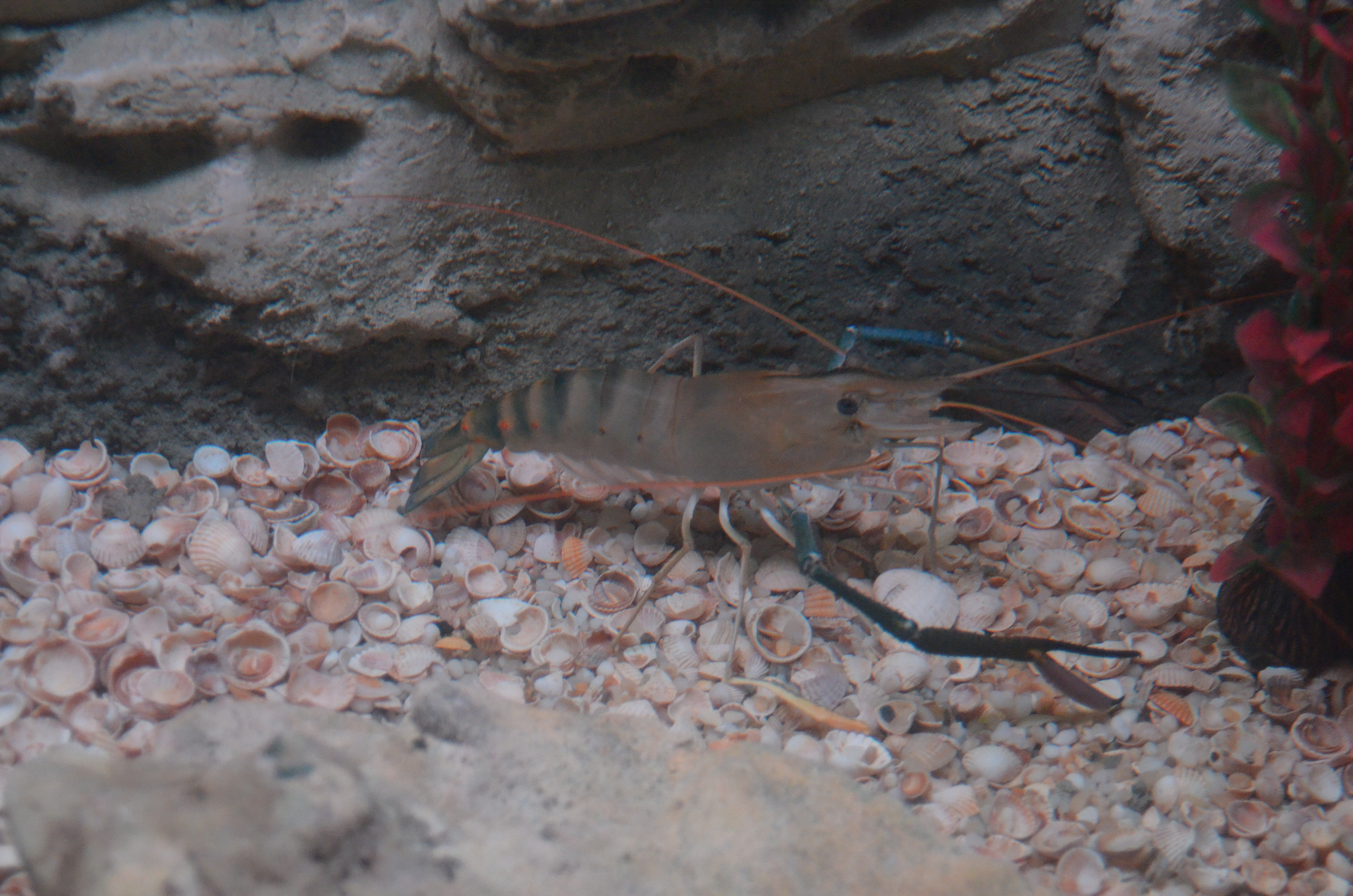